# Râul Văratica
Râul Văratica este un afluent al râului Olt. 

## Hărți
- Harta Munții Cozia [nefuncțională – arhivă]
- Harta Munții Lotrului  Arhivat în 6 mai 2008, la Wayback Machine.
- Harta Munții Căpățânii  Arhivat în 15 iunie 2011, la Wayback Machine.